# Melanitis clya
Melanitis clya är en fjärilsart som beskrevs av Hans Fruhstorfer 1911. Melanitis clya ingår i släktet Melanitis och familjen praktfjärilar. Inga underarter finns listade i Catalogue of Life.